# ديفيد ميلر (أستاذ جامعي)
ديفيد ميلر (بالإنجليزية: David Miller)‏ هو فيلسوف وعالم سياسة أمريكي، ولد في 8 مارس 1946.